# Австралійська вівчарка
Австралійська вівчарка або Ауссі — це собака «робочої спеціальності», ідеально пристосований до життя за містом. Попри свої відносно невеликі розміри, цей собака дуже витривалий, оскільки його первісне призначення — пасти овець або навіть велику рогату худобу. Він здатний пробігати близько 60 кілометрів на день.
Ауссі (читаючи англійське Aussie — «Оссі») надзвичайно працьовиті й товариські. Вони дуже віддані господареві й підуть за ним всюди, хай куди він їх покличе.
Завдяки своєму «вівчарському» минулому собака легко переносить великі навантаження — буде це похід або велосипедна прогулянка. Але органічніше за все цей собака впишеться в сільські реалії, тому що зможе виявити всі свої робочі таланти повною мірою, дати вихід своєї надзвичайної активності, а також матиме можливість знаходиться поруч з коханим господарем цілими днями.
Не заводьте австралійську вівчарку, якщо ви живете в місті й повертаєтесь у квартиру тільки пізно ввечері. Ауссі має потребу в щоденному спілкуванні з господарем, а також в тривалих прогулянках і активних іграх на свіжому повітрі. Якщо його життя буде складатися виключно з неробства і розміреності, він буде глибоко нещасний.
Австралійські вівчарки дуже кмітливі, працелюбні й здатні передбачати поведінку оточуючих, тому вони легко піддаються вихованню і дресируванню. З цих собак виходять чудові шукачі, рятувальники і поводирі. Також собаки цієї породи успішно беруть участь у спортивних змаганнях — аджиліті, буксирування лижника.
Взагалі ауссі з самих ранніх років необхідно спілкування і навчання, яке має відбуватися без найменшого натяку на жорстокість. Часті покарання зроблять цього собаку боязким і нервовим.
Що стосується взаємин з оточуючими — до незнайомих австралійська вівчарка налаштована спочатку насторожено. В іншому це добрий, сімейний собака, поблажливо ставиться до інших домашніх вихованців, лояльний до дітей. Завдяки своїй енергійності, ауссі — чудові друзі з ігор для ваших дітей. До того ж австралійська вівчарка дуже чітко розуміє «кордони зграї» і буде самовіддано стежити за безпекою дитини.
Австралійських вівчарок не можна назвати гучними собаками, вони гавкають тільки в разі крайньої потреби. Наприклад, працюючи зі стадом овець, собака привертає увагу пастуха характерним звуком — щось середнє між гавкотом і виттям.
Коли австралійські вівчарки знаходяться в особливо піднесеному настрої, вони можуть порадувати своїх домашніх окриливши мить фірмовою «посмішкою».

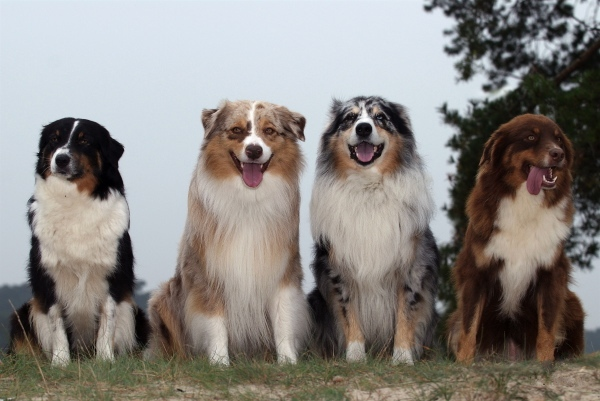
Австралійська вівчарка різних кольорів